# بيل برايس (منتج أسطوانات)
بيل برايس (بالإنجليزية: Bill Price)‏ هو منتج أسطوانات ومهندس ومهندس الصوت وملحن بريطاني، ولد في 8 أغسطس 1943، وتوفي في 22 ديسمبر 2016.

## وصلات خارجية
- بيل برايس على موقع ميوزك برينز (الإنجليزية)
- بيل برايس على موقع أول ميوزيك (الإنجليزية)
- بيل برايس على موقع أول ميوزيك (الإنجليزية)
- بيل برايس على موقع ديسكوغز (الإنجليزية)